# امیلی ریوس
امیلی ریوس (انگلیسی: Emily Rios؛ زادهٔ ۲۷ آوریل ۱۹۸۹) هنرپیشه اهل ایالات متحده آمریکا است. او از سال ۲۰۰۵ میلادی تاکنون مشغول فعالیت بوده است.
او در فیلم فصل برنده بازی کرده است.